# Número ilegal

Bandeira da liberdade de expressão, do case HD DVD AACS

Um número ilegal é um número que representa informações cuja posse, pronunciação, propagação ou transmissão é ilegal em alguma jurisdição legal. Qualquer informação digital pode ser representada como um número; consequentemente, se a comunicação de um conjunto específico de informações for ilegal de alguma forma, o número também poderá ser ilegal.

## Fundo
Um número pode representar algum tipo de informação classificada ou segredo comercial, cuja posse é legal apenas por certas pessoas autorizadas. Uma chave de criptografia AACS (09 F9 11 02 9D 74 E3 5B D8 41 56 C5 63 56 88 C0) que ganhou destaque em maio de 2007 é um exemplo de número considerado secreto e cuja publicação ou posse indevida é alegada ser ilegal nos Estados Unidos. Supostamente auxilia na descriptografia de qualquer HD DVD ou Blu-ray Disc lançado antes desta data. Os emissores de uma série de cartas de cessação e desistência afirmam que a própria chave é, portanto, um dispositivo de evasão de direitos autorais, e que a publicação da chave viola o Título 1 da Lei de Direitos Autorais do Milênio Digital dos EUA.
Em parte da ordem judicial do DeCSS e nos avisos legais da AACS, a proteção reivindicada para estes números baseia-se na sua mera posse e no valor ou potencial uso dos números. Isto torna o seu estatuto e as questões legais relacionadas com a sua distribuição bastante distinta daquelas relacionadas com a violação de direitos de autor.

A edição PlayStation 3 da bandeira da liberdade de expressão

Qualquer arquivo de imagem ou programa executável pode ser considerado simplesmente um número binário muito grande. Em certas jurisdições, existem imagens cuja posse é ilegal, devido a obscenidade ou sigilo/status confidencial, portanto os números correspondentes podem ser ilegais.
Em 2011, a Sony processou George Hotz e membros do fail0verflow por desbloquear o PlayStation 3. Parte da reclamação judicial era que eles haviam publicado chaves do PS3. A Sony também ameaçou processar quem distribuísse as chaves. Mais tarde, a Sony acidentalmente retweetou uma chave de dongle mais antiga por meio de seu personagem fictício Kevin Butler.

## Bandeiras e esteganografia

A palavra "Wikipedia" traduzida em cores por meio de códigos hexadecimais

Como protesto contra o caso DeCSS, muitas pessoas criaram versões “esteganográficas” da informação ilegal (isto é, escondendo-as de alguma forma em bandeiras, etc.). Dave Touretzky da Carnegie Mellon University criou uma "Galeria de descramblers DeCSS". Na controvérsia da chave de criptografia AACS, uma "bandeira de liberdade de expressão⁣" foi criada. Alguns números ilegais são tão curtos que uma bandeira simples (mostrada na imagem) poderia ser criada usando triplos de componentes que descrevem as cores vermelho-verde-azul. O argumento é que se números curtos podem ser considerados ilegais, então qualquer representação desses números também se torna ilegal, como simples padrões de cores, etc.
No caso Sony Computer Entertainment v. Hotz, muitos blogueiros (incluindo um da Yale Law School) fizeram uma "nova bandeira da liberdade de expressão" em homenagem à bandeira da liberdade de expressão da AACS. A maioria deles foi baseada na "chave dongle" em vez das chaves que Hotz realmente lançou. Vários usuários de outros sites postaram sinalizações semelhantes.

## Números primos ilegais
Um primo ilegal é um número ilegal que também é primo. Um dos primeiros números primos ilegais foi gerado em março de 2001 por Phil Carmody. Sua representação binária corresponde a uma versão compactada do código-fonte C de um programa de computador que implementa o algoritmo de descriptografia DeCSS, que pode ser usado por um computador para contornar a proteção contra cópia de um DVD.
Os protestos contra a acusação do autor do DeCSS Jon Lech Johansen e a legislação que proíbe a publicação do código DeCSS assumiram muitas formas. Uma delas era a representação do código ilegal numa forma que tivesse uma qualidade intrinsecamente arquivável . Como os bits que compõem um programa de computador também representam um número, o plano era que o número tivesse alguma propriedade especial que o tornasse arquivável e publicável (um método era imprimi-lo numa camiseta). A primalidade de um número é uma propriedade fundamental da teoria dos números e, portanto, não depende de definições legais de qualquer jurisdição específica.
O grande banco de dados principal do site PrimePages registra os 20 principais primos de vários formulários especiais; um deles é a prova de primalidade usando o algoritmo de prova de primalidade por curva elíptica (ECPP). Assim, se o número fosse suficientemente grande e se mostrasse primo utilizando o ECPP, seria publicado.

## Outros exemplos
Existem outros contextos em que números menores entraram em conflito com leis ou regulamentos, ou chamaram a atenção das autoridades.
- Em 2012, foi relatado que os números 89, 6 e 4 se tornaram termos de pesquisa proibidos em mecanismos de pesquisa na China, devido à data (04/06/1989) do Massacre de 4 de junho na Praça Tiananmen.[16]
- Devido à associação com gangues, em 2012 um distrito escolar no Colorado proibiu o uso de camisetas com os números 18, 14 ou 13 (ou o inverso, 81, 41 ou 31).[17]
- Em 2017, a política eslovaca de extrema-direita Marian Kotleba foi acusada criminalmente por doar 1.488 euros a uma instituição de caridade. O número é uma referência a um slogan da supremacia branca e à saudação nazista.[18]